# Лош (озеро)
Лош — озеро в Ушачском районе Витебской области Белоруссии. Относится к бассейну реки Выдрица.
Расположено в 14 км к юго-востоку от городского посёлка Ушачи, в 1 км к северу от деревни Мосар.
Площадь поверхности водоёма составляет 0,1 км². Длина — 0,16 км, наибольшая ширина — 0,08 км. Длина береговой линии — 0,4 км.
Озеро со всех сторон окружено заболоченной поймой. Берега преимущественно низкие, песчаные, поросшие редколесьем и кустарником. На севере и юго-востоке из озера вытекают два ручья, впадающие в реку Вислововка.